# Marching and Cycling Band HHK
De Marching and Cycling Band HHK was een muziekvereniging uit Haarlem die heeft bestaan van 1964 tot en met 2014, en is in 1964 ontstaan uit een fusie van twee verenigingen (Kunstkring Apollo en Harmonie Crescendo) onder de naam Haarlems Harmonie Kapel (HHK). De naam "Marching and Cycling Band HHK" verwijst naar de bijzondere manier van optreden van de vereniging: zowel lopend als fietsend. Muziek uit de pop-, musical- en filmwereld behoorde tot het repertoire.

## De vereniging
Gemiddeld gaf de band zo'n 20 tot 25 optredens per jaar, voornamelijk in de perioden april-juni en september-oktober.
Tijdens het winterseizoen waren er weinig optredens en werd het repertoire (gedeeltelijk) vernieuwd. Ook werden de stukken voor de show van het nieuwe seizoen ingestudeerd. De bij showmuziek behorende shows werden ingestudeerd tijdens extra repetitiedagen. Wanneer de zomertijd inging, gebeurde een en ander tijdens de normale repetities.
Van 1995 tot en met 2014 werd er aan het begin van het seizoen een zogenaamd oefenweekend georganiseerd voor de hele vereniging. Vanaf 2009 heeft de muziekvereniging ook een eigen YouTube-kanaal genaamd MaCBandHHK waarop video's van de optredens en andere activiteiten werden geplaatst.

## Optreden op de fiets

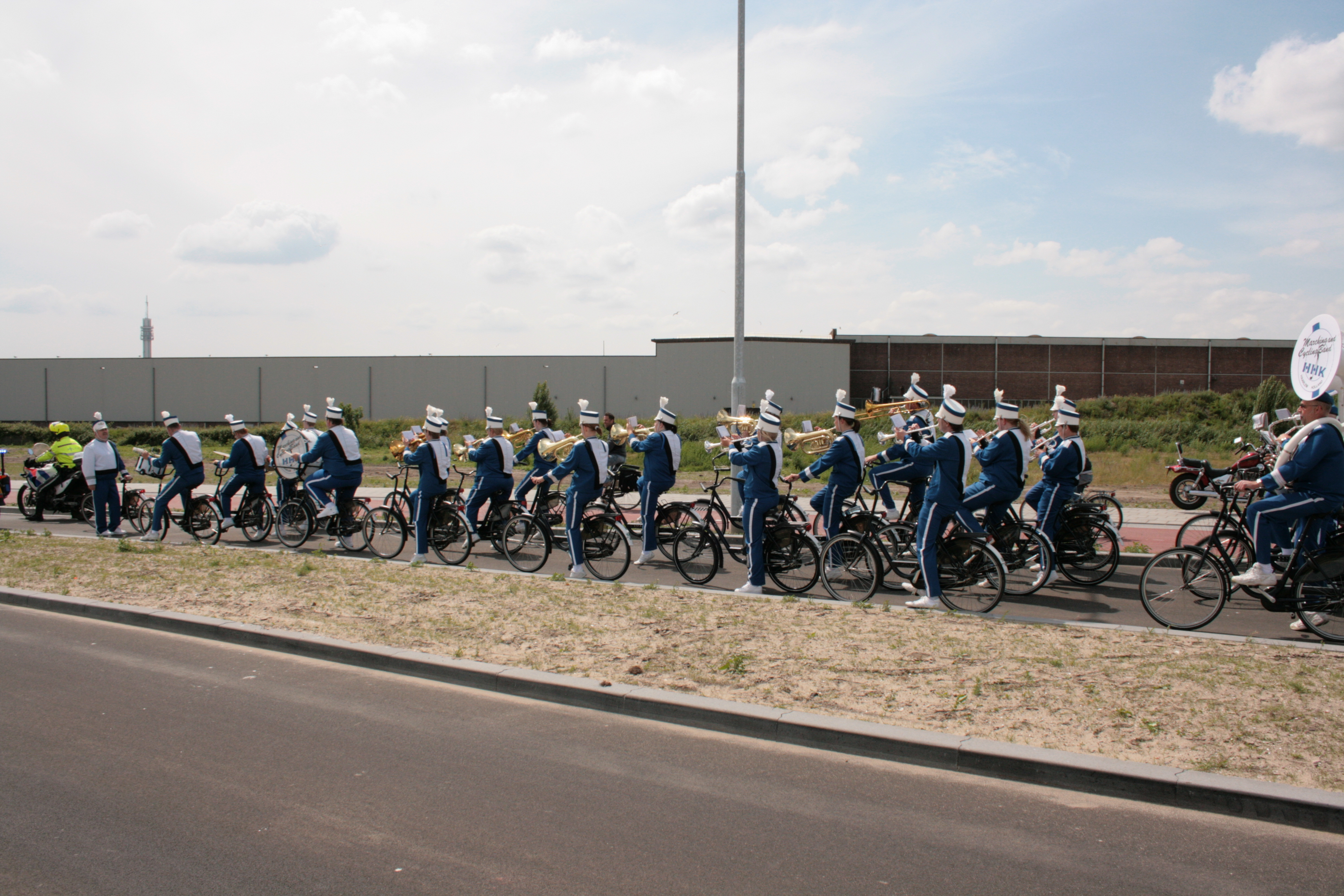
Optreden in Haarlem op de fiets

In 1973 kreeg het toenmalige bestuurslid Bram Visser het idee om (net als de militairen in vroeger tijden) een fietspeloton op te richten met leden van de drumband. Het eerste optreden van dit peloton vond plaats op de Grote Markt in Haarlem tijdens de Mars der Muzikanten van 1973, een jaarlijks evenement dat destijds in september 's avonds plaatsvond. Het optreden werd uitgevoerd op eigen en geleende fietsen. Niet veel later werd naar aanleiding van deze gebeurtenis overgegaan tot de aankoop van 41 fietsen.
Door deze manier van musiceren werd de band bekend in binnen- en buitenland. Sinds die tijd is de vereniging veelgevraagd bij allerlei soorten optredens, van serenades tot carnavalsoptochten en internationale muziekfestivals. Vaak werd opgetreden in Frankrijk, België, Duitsland en Nederland, maar ook in Engeland, Zwitserland, Zweden en Luxemburg werd muziek ten gehore gebracht.

## Geschiedenis

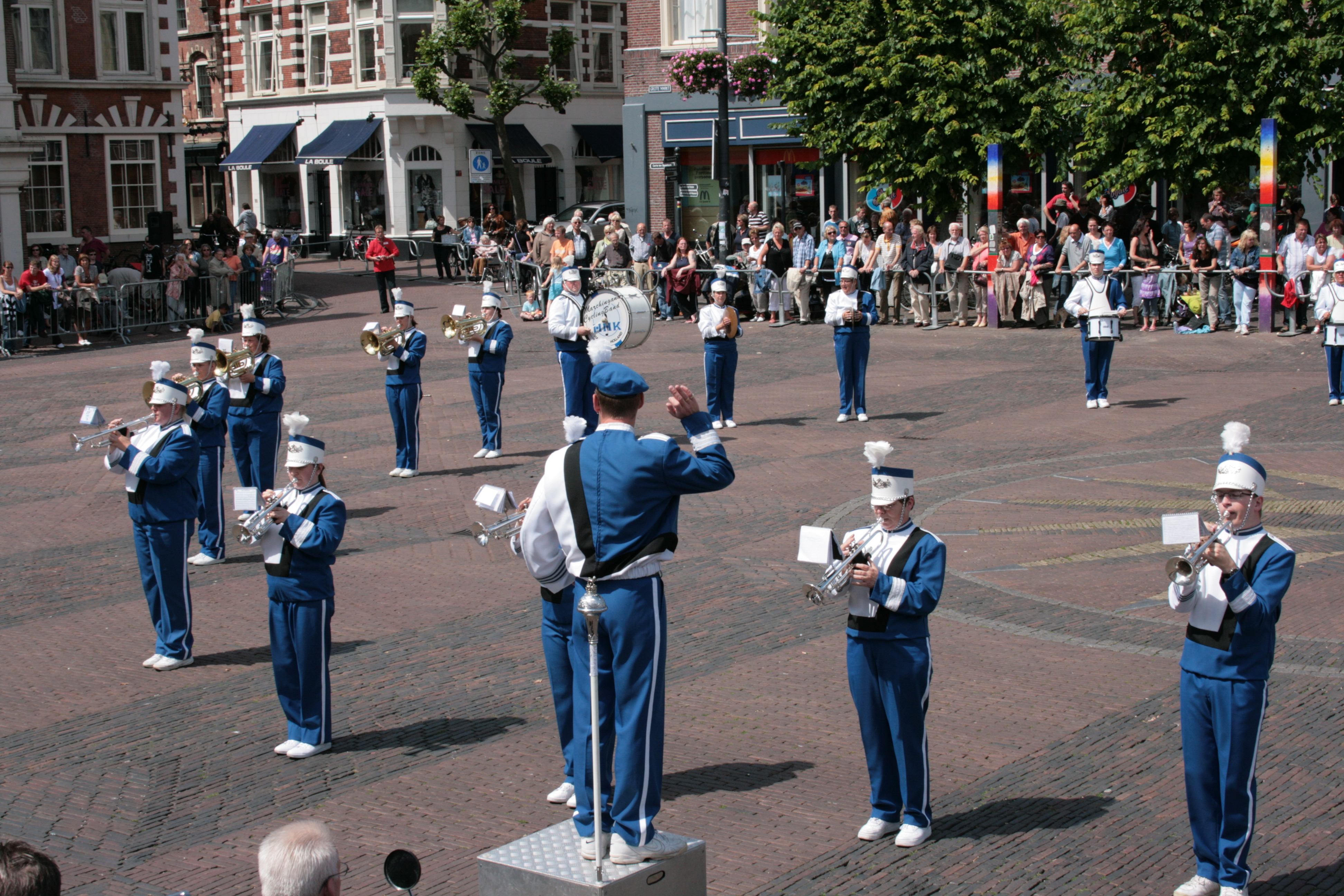
Optreden op de Grote Markt in Haarlem

De HHK bestond in 1964 uit een harmonie, een drumband en een majorettepeloton en was aan het eind van de jaren zestig een van de grootste muziekverenigingen in Europa, met in totaal meer dan 200 leden.
De drumband begon met natuurinstrumenten in de stemming van Es en slagwerk. Daarbij wordt de toon gevormd met de mond aan het mondstuk; er kan slechts een beperkt aantal tonen mee gemaakt worden. Er werd gespeeld op jachthoorns, trompetten en sousafoons. Het slagwerk bestond uit zgn. mars- en/of paradetrommen, tenortrommen, grote trommen en lyra's.
De harmonie was een compleet orkest met onder meer klarinetten, trombones, trompetten en hoorns. Jaarlijks gaf de vereniging een concert in het Haarlemse concertgebouw. Het grootste deel van de avond werd gevuld met muziek gespeeld door de harmonie, maar ook de drumband en de majorettes traden op. Meestal werd de avond afgesloten met een gezamenlijk werk, gespeeld door harmonie en drumband.
Sinds oktober 2010 had de muziekvereniging ook een jeugdafdeling: "Music-Kids" en vanaf 2012 werd de visuele groep naast majorettes en twirls uitgebreid met een colorguard groep.

## Bijzondere optredens

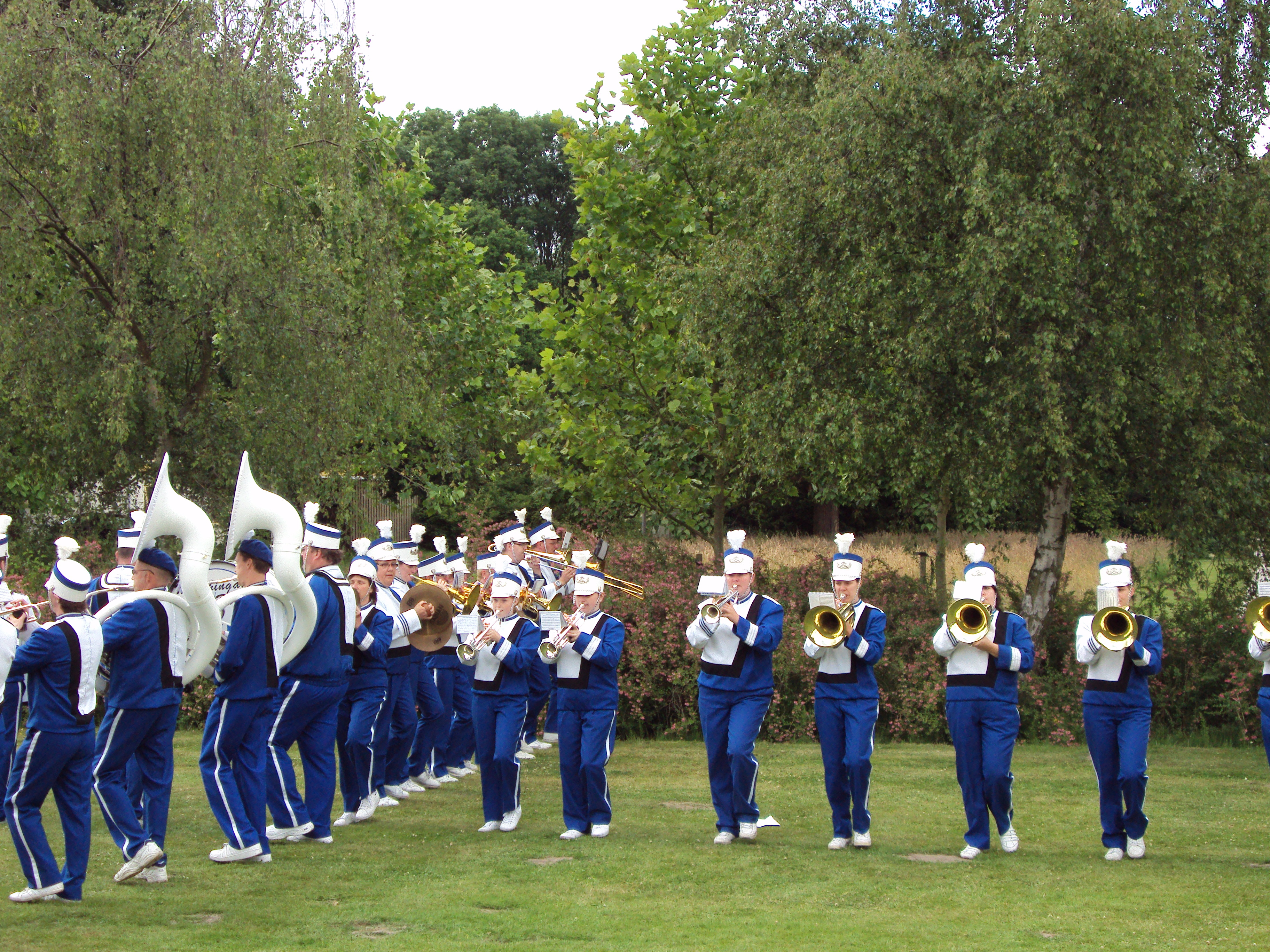
Optreden tijdens het Cruquiusfestival 2009

Gedurende het bestaan van de Marching and Cycling Band HHK hebben enkele bijzondere optredens plaatsgevonden, waaronder:
- 2014: (Kort) optreden in de film Pak van mijn Hart (opgenomen in 2013).
- 2012: Meegewerkt aan het RTL 4 sketchprogramma "Wat als?"
- 2010: Een speciaal bevrijdingsonderdeel tijdens Taptoe Delft.
- 2010: Opening van de Tour de France in Rotterdam.
- 2007: Opening EK rolstoelbasketbal in Wetzlar (Duitsland).
- 2004: 40-jarig jubileum met daarbij een optreden op de waterfiets tijdens de Haarlemse Vaardagen.
- 2003: Opening Rijksweg A5 (op de fiets).
- 2002: Presentatie van de nieuwe uniformen tijdens de Mars der Muzikanten.
- 2001: Eerste prijs voor een ingezonden reportage bij het programma Malende zaken van RTV Noord-Holland.
- 1998: Het RTL 4-programma Ga Toch Fietsen zendt een reportage uit van het optreden van de Marching and Cycling Band HHK tijdens de Bloemencorso op 25 april.
- 1994: Opening van de Tour de France in Rijsel.
- 1991: Tv-reclamespotje voor Natuurmonumenten.
- 1989: Gastoptreden in de Franse televisieshow Dimanche Martin.